# Fronta za oslobođenje okupiranoga Južnog Jemena
 Fronta za oslobođenje okupiranoga Južnog Jemena (arapski   جبهة تحرير جنوب اليمن المحتل  ,   eng. Front for the Liberation of Occupied South Yemen, skraćeno FLOSY), arapska vojna organizacija koja je 1960-ih djelovala u Federaciji Južne Arabije, današnjem Južnom Jemenu. Kako su Britanci sredinom 1960-ih odlučili ugasiti Federaciju Južne Arabije i uspostaviti izravnu kolonijalnu upravu, sindikalni vođa Abdullah al Asnag (Adenski sindikalni kongres, ATUC) stvorio je FLOSY. Kad su Britanci otišli, FLOSY je pokušao osvojiti vlast od druge paramilitarne skupine u Južnoj Arabiji, Nacionalne oslobodilačke fronte.